# Comté de Raleigh
Le comté de Raleigh est un comté des États-Unis situé dans l’État de Virginie-Occidentale. En 2000, la population était de 79 220 habitants. Son siège est Beckley.

## Histoire
Le comté a été créé le 23 janvier 1850 à la suite d'une scission du Comté de Fayette. Il doit son nom à l’aventurier Walter Raleigh, « Le patron le plus entreprenant et prévoyant des toutes premières tentatives de coloniser notre vieille Mère l'État de Virginie ».
En 1914, le comté a été le théâtre de la catastrophe minière de Eccles (en), la deuxième plus importante dans l'histoire de la Virginie-Occidentale qui fit au moins 180 morts. Plus récemment, la catastrophe d'Upper Big Branch (en), en 2010, a entraîné la mort de 29 personnes dans le comté également.

## Démographie
| Groupe                           | Comté de Raleigh | Virginie-Occidentale | États-Unis |
| -------------------------------- | ---------------- | -------------------- | ---------- |
| Blancs                           | 88,5             | 93,9                 | 72,4       |
| Noirs                            | 8,2              | 3,4                  | 12,6       |
| Métis                            | 1,7              | 1,5                  | 2,9        |
| Asiatiques                       | 0,9              | 0,7                  | 4,8        |
| Amérindiens                      | 0,3              | 0,2                  | 0,9        |
| Autres                           | 0,4              | 0,4                  | 6,2        |
| Total                            | 100,0            | 100,0                | 100,0      |
| Hispaniques et Latino-Américains | 1,3              | 1,2                  | 16,7       |

Le revenu moyen par habitant était de 16 233 dollars avec 18,5 % de la population vivant sous le seuil de pauvreté.

## Localités
- Beckley
- Bolt
- Lester
- Mabscott
- Rhodell
- Sophia
- Glen White